# 江辺香織

江辺 香織（えべ かおり、1984年11月3日 - ）はアーティスティック・ビリヤードプレイヤー。兵庫県生まれ、大阪府堺市出身。血液型はAB型。愛称は「エベちゃん」。エイベックス・スポーツ株式会社所属。父親は日本プロビリヤード連盟(JPBF)所属のプロビリヤード選手の江辺公昭。

## 来歴・人物
2007年に日本プロポケットビリヤード連盟(JPBA)に入会。2014年6月に同連盟を退会。2017年9月13日にJPBA所属のプロビリヤード選手の土方隼人との入籍を発表。2018年8月7日に自身のブログで同氏との離婚を発表した。

## メディア出演

### CM広告
- 『Panasonic 企業TVCM』
- 『GOTO物流 TVCM』
- 『ダイドードリンコ株式会社』広告

### 雑誌
- 『ビリヤード雑誌CUE'S』連載
- 『スポーツ総合雑誌 Sportiva』
- 『SPA!』
- 『週刊プレイボーイ』
- 『R25』
- 『週刊ポスト』
- 『popteen』

他

### テレビ
- JNNイブニング・ニュース（Weekly☆1コーナー内、2008年3月9日放送）
- ボク達同級生!プロ野球昭和40年会VS48年会 古田&番長の新世界練り歩き&200勝と日本一お祝いSP!（関西テレビ、2009年1月10日放送）
- もしものシミュレーションバラエティー お試しかっ!（テレビ朝日、2010年2月1日放送）「ビリヤードのプロが選ぶ！難しいショットBEST10全て入れるまで帰れま10」の監修を担当。
- 中居正広の金曜日のスマたちへ（TBS、2012年3月16日放送）
- 明石家さんまの転職DE天職（日本テレビ、 2014年4月21日放送）

### Web
- GQ JAPAN　美人アスリート名鑑──#2 江辺香織さん（プロビリヤード・プレーヤー）
- FORZA STYLE　東京独身レポートVol.15　魅惑のビリヤード美女は「もってる男」がお好き♡

### ラジオ
・LIFESTYLE COLLEGE（J-WAVE、2016年3月19日放送）